# Mbox
| Mbox |
| --- |
| Ikon av mbox-fil med generiskt filnamn. - Betydelse: Filformat för (lokal) lagring av e-post - Filändelse: mbox (från Mailbox) - Alternativt namn: Berkeley Unix |

Mbox (ibland benämnt Berkeley Unix) är ett filformat för lagring av e-postbrevlådor. Det är ett vanligt (tidigare det vanligaste) formatet för e-postdatabaser lagrade lokalt på användarens dator.

## Historik
Mbox är i praktiken en generisk term för en grupp av relaterade filformat. Formatet kom först till användning i samband med den sjätte utgåvan av Unix och benämns ibland som "Berkeley Unix".
Formatet var det vanligaste under Unix. Det används fortfarande av bland andra Mozilla Thunderbird, Microsoft Entourage och Qualcomm Eudora.

## Beskrivning
Filen har filändelsen .mbox, vilket är en förkortning av mailbox. Alla meddelanden i varje e-postbrevlåda sparas som en enda textfil, där de olika e-breven presenteras inlett av information ur deras brevhuvuden och avslutat av en tomrad.
Den inledande raden i varje e-brevspresentation rör From, sender, date och moreinfo. Andra alternativ (i svensk översättning) kan vara Från, skickat, till och ämne. Sender presenterar avsändaren, date presenterar en (24 tecken lång) textsträng i engelska rörande mottagningstiden, medan den mer frivilliga moreinfo kan innehålla diverse kompletterande information.
E-breven presenteras i kronologisk ordning, och de nytillkomna meddelandena läggs sist. E-brevstexten visas i kodat i formatet RFC 5322. En mbox-fil inkluderar också de skicka e-postbilagorna, kodat enligt deras ursprungliga MIME-format.

### Utseende (exempel)
En mbox-fil presenterar de olika e-breven inlett av utdrag ur brevhuvudet med tekniska data. Nedan presenteras ett engelskspråkigt exempel:
```
From microsoft.outlook.imo@ixazon.dynip.com Sat Aug 03 2002
Received: from ... by ... with ESMTP;
Subject: Nonsense
From: <build.9.0.2416@ixazon.dynip.com>
To: <junkdtectr@carolina.rr.com>

>From ancient times, people have been writing letters.

From someoneelse@loa.invalid Sun Aug 04 2002
Received: from ... by ... with SMTP
Subject: Iggeret
To: <you@aoeu.snth>

Ha iggeret hazot niktava blashon ivrit.

```

### Varianter
Fyra varianter finns av mbox-formatet. Dessa är:
- MBOXO
- MBOXRD
- MBOXCL
- MBOXCL2

De olika formaten bygger på den gemensamma mbox-strukturen och skiljer sig främst genom hur From-raden presenteras och användningen av Content Length (Längden på innehållet) i filhuvudet.

## Begränsningar
Eftersom mbox har en del begränsningar väljer allt fler att gå över till andra format, som till exempel maildir. Eftersom alla meddelanden ligger i samma fil, krävs fillåsning för att inte två program ska kunna göra ändringar i filen samtidigt och då riskera att förstöra den. Denna fillåsning är svår att implementera, i synnerhet när nätverksfilsystem som NFS är inblandade. 
Ett annat problem är att borttagning av ett enda meddelande i brevlådan kräver att hela filen skrivs om. Detta tar tid, belastar servern och gör att brevlådan under tiden omskrivningen pågår kräver upp till dubbelt lagringsutrymme (vilket utöver det rena lagringsbehovet kan ställa till det för system som försöker begränsa användarnas brevlådestorlekar med hjälp av diskkvoter).
Att mbox-formatet lagrar innehållet i en hel e-postbrevlåda som en enda fil, innebär att storleken på denna fil kan bli mycket stor. Om filen av någon anledning blir korrupt, kan en del e-postprogram få problem att läsa vissa meddelanden alternativt öppna filen.